# Terpios viridis
Terpios viridis är en svampdjursart som beskrevs av Keller 1891. Terpios viridis ingår i släktet Terpios och familjen Suberitidae. Inga underarter finns listade i Catalogue of Life.